# (4073) Ruianzhongxue
(4073) Ruianzhongxue es un asteroide perteneciente al cinturón de asteroides, descubierto el 23 de octubre de 1981 por el equipo del Observatorio de la Montaña Púrpura desde el Observatorio de la Montaña Púrpura, Nankín (China).

## Designación y nombre
Designado provisionalmente como 1981 UE10. Fue nombrado Ruianzhongxue en homenaje a la escuela "Ruianzhongxue" (provincia de Zhejiang en la República Popular China) en su 110 aniversario de su fundación.